# Ryan Bayley
Ryan Neville Bayley (Perth, 9 marzo 1982) è un ex pistard australiano.
Ha vinto due medaglie d'oro olimpiche ai Giochi olimpici 2004 svoltisi ad Atene, una nella velocità e una nel keirin. Si è inoltre aggiudicato il titolo mondiale del keirin nel 2001 ad Anversa.